# Loituma
Loituma é um quarteto finlandês cujos membros combinam a tradição finlandesa com uma série de sons de kantele (harpa finlandesa). Com quatro vocais e quatro kanteles, o Loituma foi selecionado como a banda do ano em 1997 no Kaustinen Folk Music Festival. Seu dialeto é o savo, uma variação da língua finlandesa.

## História
A primeira apresentação do Loituma aconteceu no outono de 1989 como um grupo chamado Jäykkä Leipä (“pão duro”), formado no departamento da música popular da Academia Sibelius. A formação original incluia os cantores Sanna Kurki-Suonio e Tellu Paulasto, que mais tarde se juntaram ao grupo sueco Hedningarna. Ao longo dos anos, o grupo seguiu persistente seu próprio trajeto musical, com várias influências musicais diferentes em sua música.
Uma das pedras fundamentais da música popular finlandesa é a arte de cantar: "as histórias e os sentimentos são feitos saber melhor através desta". As canções do Loituma fazem parte do tradicional finlandês, ajudados em suas produções por Martti Pokela e por Toivo Alaspää. Uma outra coisa importante da arte do Loituma é um instrumento popular finlandês chamado kantele (lê-se cântele), que é utilizado de maneiras variadas em suas gravações.
Os membros do Loituma compõem ou arranjam as melodias frequentemente usando a improvisação. As letras vêm de muitas fontes, duas principais são o kalevala (um épico nacional da Finlândia), e do kanteletar.
O Loituma formado em 1989 e agraciado como revelação do ano de 1997 pelo Kaustinen Folk Music Festival. O grupo mistura música tradicional finlandesa com toques de harpa em algumas canções. O grupo canta não só música regional finlandesa, mas também canções tradicionais bávaras, célticas, nórdicas e outras variações folclóricas. Uma de suas músicas mais conhecidas e que mais atraiu fãs de todo o mundo é "Ievan Polkka" (em finlandêsː Eva's Polka).

## Membros do quarteto
- Sari Kauranen — kanteles, vocais
- Anita Lehtola-Tollin — vocais, kantele (5 cordas)
- Timo Väänänen — kanteles, vocais
- Hanni-Mari Autere — vocais, kantele (5 cordas), fiddle, flauta doce, contrabaixo, percussão

## Discografia

### Álbuns
- Loituma (lançado na Finlândia em 1995) / Things of Beauty (lançado nos Estados Unidos em 1995)
- Kuutamolla (lançado na Finlândia em 1998) / In The Moonlight (lançado nos Estados unidos em 1998)

### Singles
| Título         | Ano  | Posições de pico nas paradas | Álbum   |
| Título         | Ano  | GER                          | Álbum   |
| -------------- | ---- | ---------------------------- | ------- |
| "Ieva's polka" | 2007 | 48                           | Loituma |